# Where the Light Shines Through
Where the Light Shines Through è il decimo album in studio del gruppo musicale statunitense Switchfoot, pubblicato l'8 luglio 2016 dalla Vanguard Records.

## Tracce
1. Holy Water – 3:47
2. Float – 4:12
3. Where the Light Shines Through – 4:24
4. I Won't Let You Go – 4:47
5. If the House Burns Down Tonight – 4:31
6. The Day That I Found God – 4:18
7. Shake This Feeling – 3:37
8. Bull in a China Shop – 3:58
9. Live It Well – 3:56
10. Looking for America (feat. Lecrae) – 3:55
11. Healer of Souls – 3:47

Tracce bonus della Deluxe Edition
1. Hope Is the Anthem – 4:21
2. Light and Heavy – 3:33
3. Begin Forever – 3:58
4. When Was the Last Time – 3:19

## Formazione
- Jon Foreman – voce, chitarra
- Tim Foreman – basso, cori
- Chad Butler – batteria, percussioni
- Jerome Fontamillas – tastiera
- Drew Shirley – chitarra